# Vietnam op de Olympische Zomerspelen 2020
Vietnam nam deel aan de Olympische Zomerspelen 2020 in Tokio, Japan.

## Atleten
| sport         | mannen | vrouwen | totaal |
| ------------- | ------ | ------- | ------ |
| Atletiek      | 0      | 1       | 1      |
| Badminton     | 1      | 1       | 2      |
| Boksen        | 1      | 1       | 2      |
| Boogschieten  | 1      | 1       | 2      |
| Gewichtheffen | 1      | 1       | 2      |
| Gymnastiek    | 2      | 0       | 2      |
| Judo          | 0      | 1       | 1      |
| Roeien        | 0      | 2       | 2      |
| Schietsport   | 1      | 0       | 1      |
| Taekwondo     | 0      | 1       | 1      |
| Zwemmen       | 1      | 1       | 2      |
| totaal        | 8      | 10      | 18     |

## Deelnemers en resultaten

### Atletiek
Vrouwen
Loopnummers
| atleet        | onderdeel    | series | series | kwartfinale | kwartfinale | halve finale | halve finale | finale         | finale         |
| atleet        | onderdeel    | tijd   | rang   | tijd        | rang        | tijd         | rang         | tijd           | rang           |
| ------------- | ------------ | ------ | ------ | ----------- | ----------- | ------------ | ------------ | -------------- | -------------- |
| Quách Thị Lan | 400 m horden | 55,71  | 4 Q    | n.v.t.      | n.v.t.      | 56,78        | 6            | niet geplaatst | niet geplaatst |

### Badminton
Mannen
| atleet           | onderdeel | groepsfase                  | groepsfase                    | groepsfase           | groepsfase | eliminatie           | kwartfinale          | halve finale         | finale / BM          | finale / BM |
| atleet           | onderdeel | tegenstander uitslag        | tegenstander uitslag          | tegenstander uitslag | rang       | tegenstander uitslag | tegenstander uitslag | tegenstander uitslag | tegenstander uitslag | rang        |
| ---------------- | --------- | --------------------------- | ----------------------------- | -------------------- | ---------- | -------------------- | -------------------- | -------------------- | -------------------- | ----------- |
| Nguyễn Tiến Minh | enkelspel | A Antonsen V (13-21, 13-21) | A R Dwicahyo V (14-21, 18-21) | n.v.t.               | 3          | niet geplaatst       | niet geplaatst       | niet geplaatst       | niet geplaatst       | 15          |

Vrouwen
| atlete           | onderdeel | groepsfase            | groepsfase               | groepsfase               | groepsfase | eliminatie           | kwartfinale          | halve finale         | finale / BM          | finale / BM |
| atlete           | onderdeel | tegenstander uitslag  | tegenstander uitslag     | tegenstander uitslag     | rang       | tegenstander uitslag | tegenstander uitslag | tegenstander uitslag | tegenstander uitslag | rang        |
| ---------------- | --------- | --------------------- | ------------------------ | ------------------------ | ---------- | -------------------- | -------------------- | -------------------- | -------------------- | ----------- |
| Nguyễn Thùy Linh | enkelspel | X Qi W (21–11, 21–11) | Tai T-y V (16-21, 11-21) | S Jaquet W (21-8, 21-17) | 2          | niet geplaatst       | niet geplaatst       | niet geplaatst       | niet geplaatst       | 15          |

### Boksen
Mannen
| atleet           | onderdeel    | eerste ronde         | tweede ronde         | kwartfinale          | halve finale         | finale               | finale         |
| atleet           | onderdeel    | tegenstander uitslag | tegenstander uitslag | tegenstander uitslag | tegenstander uitslag | tegenstander uitslag | rang           |
| ---------------- | ------------ | -------------------- | -------------------- | -------------------- | -------------------- | -------------------- | -------------- |
| Nguyễn Văn Dương | vedergewicht | Aliyev W 3 - 2       | Erdenebat V 0 - 5    | niet geplaatst       | niet geplaatst       | niet geplaatst       | niet geplaatst |

Vrouwen
| atleet         | onderdeel    | eerste ronde         | tweede ronde         | kwartfinale          | halve finale         | finale               | finale         |
| atleet         | onderdeel    | tegenstander uitslag | tegenstander uitslag | tegenstander uitslag | tegenstander uitslag | tegenstander uitslag | rang           |
| -------------- | ------------ | -------------------- | -------------------- | -------------------- | -------------------- | -------------------- | -------------- |
| Nguyễn Thị Tâm | vlieggewicht | Krasteva V 2 - 3     | niet geplaatst       | niet geplaatst       | niet geplaatst       | niet geplaatst       | niet geplaatst |

### Boogschieten
Mannen
| atleet              | onderdeel   | plaatsingsronde | plaatsingsronde | eerste ronde         | tweede ronde         | derde ronde          | kwartfinale          | halve finale         | finale / BM          | finale / BM |
| atleet              | onderdeel   | score           | rang            | tegenstander uitslag | tegenstander uitslag | tegenstander uitslag | tegenstander uitslag | tegenstander uitslag | tegenstander uitslag | rang        |
| ------------------- | ----------- | --------------- | --------------- | -------------------- | -------------------- | -------------------- | -------------------- | -------------------- | -------------------- | ----------- |
| Nguyễn Hoàng Phi Vũ | individueel | 647             | 53              | Tang C-c V 1 – 7     | niet geplaatst       | niet geplaatst       | niet geplaatst       | niet geplaatst       | niet geplaatst       | 33          |

Vrouwen
| atleet            | onderdeel   | plaatsingsronde | plaatsingsronde | eerste ronde         | tweede ronde         | derde ronde          | kwartfinale          | halve finale         | finale / BM          | finale / BM |
| atleet            | onderdeel   | score           | rang            | tegenstander uitslag | tegenstander uitslag | tegenstander uitslag | tegenstander uitslag | tegenstander uitslag | tegenstander uitslag | rang        |
| ----------------- | ----------- | --------------- | --------------- | -------------------- | -------------------- | -------------------- | -------------------- | -------------------- | -------------------- | ----------- |
| Đỗ Thị Ánh Nguyệt | individueel | 628             | 49              | R Hayakawa V 5 – 6   | niet geplaatst       | niet geplaatst       | niet geplaatst       | niet geplaatst       | niet geplaatst       | 33          |

Gemengd
| atlete                                | onderdeel | plaatsingsronde | plaatsingsronde | eerste ronde         | kwartfinale          | halve finale         | finale / BM          | finale / BM    |
| atlete                                | onderdeel | score           | rang            | tegenstander uitslag | tegenstander uitslag | tegenstander uitslag | tegenstander uitslag | rang           |
| ------------------------------------- | --------- | --------------- | --------------- | -------------------- | -------------------- | -------------------- | -------------------- | -------------- |
| Nguyễn Hoàng Phi Vũ Đỗ Thị Ánh Nguyệt | team      | 1275            | 43              | niet geplaatst       | niet geplaatst       | niet geplaatst       | niet geplaatst       | niet geplaatst |

### Gewichtheffen
Mannen
| atlete         | onderdeel | trekken | trekken | stoten | stoten | totaal | rang |
| atlete         | onderdeel | score   | rang    | score  | rang   | totaal | rang |
| -------------- | --------- | ------- | ------- | ------ | ------ | ------ | ---- |
| Thạch Kim Tuấn | -61 kg    | 126     | 8       | 153    | DNF    | DNF    | DNF  |

Vrouwen
| atlete          | onderdeel | trekken | trekken | stoten | stoten | totaal | rang |
| atlete          | onderdeel | score   | rang    | score  | rang   | totaal | rang |
| --------------- | --------- | ------- | ------- | ------ | ------ | ------ | ---- |
| Hoàng Thị Duyên | -59 kg    | 95      | 5       | 113    | 5      | 208    | 5    |

### Gymnastiek

#### Turnen
Mannen
| atleet            | onderdeel | kwalificatie | kwalificatie | kwalificatie | kwalificatie | kwalificatie | kwalificatie | kwalificatie | kwalificatie | finale         | finale         | finale         | finale         | finale         | finale         | finale         | finale         |
| atleet            | onderdeel | toestel      | toestel      | toestel      | toestel      | toestel      | toestel      | totaal       | positie      | toestel        | toestel        | toestel        | toestel        | toestel        | toestel        | totaal         | positie        |
| atleet            | onderdeel | vloer        | voltige      | ringen       | sprong       | brug         | rekstok      | totaal       | positie      | vloer          | voltige        | ringen         | sprong         | brug           | rekstok        | totaal         | positie        |
| ----------------- | --------- | ------------ | ------------ | ------------ | ------------ | ------------ | ------------ | ------------ | ------------ | -------------- | -------------- | -------------- | -------------- | -------------- | -------------- | -------------- | -------------- |
| Lê Thanh Tùng     | sprong    | n.v.t.       | n.v.t.       | n.v.t.       | 13,483       | n.v.t.       | n.v.t.       | n.v.t.       | 19           | niet geplaatst | niet geplaatst | niet geplaatst | niet geplaatst | niet geplaatst | niet geplaatst | niet geplaatst | niet geplaatst |
| Lê Thanh Tùng     | rekstok   | n.v.t.       | n.v.t.       | n.v.t.       | n.v.t.       | n.v.t.       | 13,166       | n.v.t.       | 39           | niet geplaatst | niet geplaatst | niet geplaatst | niet geplaatst | niet geplaatst | niet geplaatst | niet geplaatst | niet geplaatst |
| Đinh Phương Thành | brug      | n.v.t.       | n.v.t.       | n.v.t.       | n.v.t.       | 11,833       | n.v.t.       | n.v.t.       | 43           | niet geplaatst | niet geplaatst | niet geplaatst | niet geplaatst | niet geplaatst | niet geplaatst | niet geplaatst | niet geplaatst |

### Judo
Vrouwen
| atlete                | onderdeel | eerste ronde         | tweede ronde         | derde ronde          | kwartfinale          | halve finale         | herkansing           | finale / BM          | finale / BM    |
| atlete                | onderdeel | tegenstander uitslag | tegenstander uitslag | tegenstander uitslag | tegenstander uitslag | tegenstander uitslag | tegenstander uitslag | tegenstander uitslag | rang           |
| --------------------- | --------- | -------------------- | -------------------- | -------------------- | -------------------- | -------------------- | -------------------- | -------------------- | -------------- |
| Nguyễn Thị Thanh Thủy | −52 kg    | n.v.t.               | Chițu V 00-10        | niet geplaatst       | niet geplaatst       | niet geplaatst       | niet geplaatst       | niet geplaatst       | niet geplaatst |

### Roeien
Vrouwen
| atlete                      | onderdeel          | series  | series | herkansingen | herkansingen | kwartfinale | kwartfinale | halve finale | halve finale | finale  | finale |
| atlete                      | onderdeel          | tijd    | rang   | tijd         | rang         | tijd        | rang        | tijd         | rang         | tijd    | rang   |
| --------------------------- | ------------------ | ------- | ------ | ------------ | ------------ | ----------- | ----------- | ------------ | ------------ | ------- | ------ |
| Đinh Thị Hảo Lường Thị Thảo | lichte dubbel-twee | 7.36,21 | 4 H    | 7:53.69      | 5 FC         | n.v.t.      | n.v.t.      | bye          | bye          | 7.19,05 | 15     |

Legenda: FA=finale A (medailles); FB=finale B (geen medailles); FC=finale C (geen medailles); FD=finale D (geen medailles); FE=finale E (geen medailles); FF=finale F (geen medailles); HA/B=halve finale A/B; HC/D=halve finale C/D; HE/F=halve finale E/F; KF=kwartfinale; H=herkansing

### Schietsport
Mannen
| atlete          | onderdeel         | kwalificaties | kwalificaties | finale         | finale         |
| atlete          | onderdeel         | punten        | rang          | punten         | rang           |
| --------------- | ----------------- | ------------- | ------------- | -------------- | -------------- |
| Hoàng Xuân Vinh | 10 m luchtpistool | 573           | 22            | niet geplaatst | niet geplaatst |

### Taekwondo
Vrouwen
| atleet               | onderdeel | eerste ronde         | kwartfinale            | halve finale         | herkansing           | finale / BM          | finale / BM |
| atleet               | onderdeel | tegenstander uitslag | tegenstander uitslag   | tegenstander uitslag | tegenstander uitslag | tegenstander uitslag | rang        |
| -------------------- | --------- | -------------------- | ---------------------- | -------------------- | -------------------- | -------------------- | ----------- |
| Trương Thị Kim Tuyền | -49 kg    | Yong W 19-15         | Wongpattanakit V 11-20 | niet geplaatst       | Semberg V 1-22       | niet geplaatst       | 7           |

### Zwemmen
Mannen
| atleet           | onderdeel         | series   | series | halve finale | halve finale | finale         | finale         |
| atleet           | onderdeel         | tijd     | rang   | tijd         | rang         | tijd           | rang           |
| ---------------- | ----------------- | -------- | ------ | ------------ | ------------ | -------------- | -------------- |
| Nguyễn Huy Hoàng | 800 m vrije slag  | 7.54,16  | 20     | n.v.t.       | n.v.t.       | niet geplaatst | niet geplaatst |
| Nguyễn Huy Hoàng | 1500 m vrije slag | 15.00,24 | 12     | n.v.t.       | n.v.t.       | niet geplaatst | niet geplaatst |

Vrouwen
| atleet              | onderdeel        | series  | series | halve finale   | halve finale   | finale         | finale         |
| atleet              | onderdeel        | tijd    | rang   | tijd           | rang           | tijd           | rang           |
| ------------------- | ---------------- | ------- | ------ | -------------- | -------------- | -------------- | -------------- |
| Nguyễn Thị Ánh Viên | 200 m vrije slag | 2.05,30 | 26     | niet geplaatst | niet geplaatst | niet geplaatst | niet geplaatst |
| Nguyễn Thị Ánh Viên | 800 m vrije slag | 9.03,56 | 30     | n.v.t.         | n.v.t.         | niet geplaatst | niet geplaatst |